# قلعه آنسمبورگ

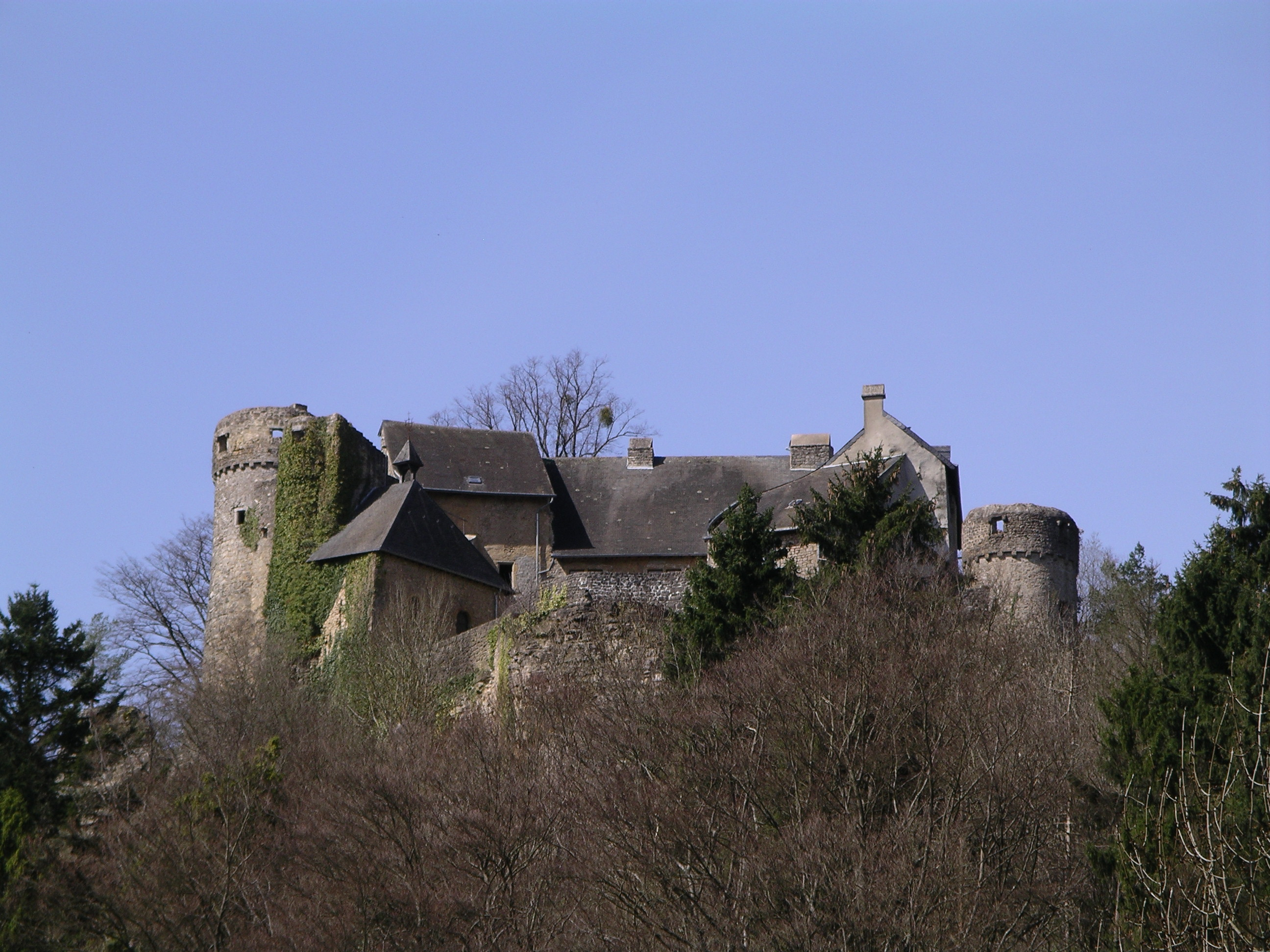
قلعه آنسمبورگ

قلعه آنسمبورگ (لوگزامبورگ: Buerg Aansebuerg، فرانسوی: Vieux Château d'Ansembourg، آلمانی: Burg Ansemburg) یکی از قلعه‌های دره هفت قلعه در مرکز شهر لوکزامبورگ است. این قلعه در زمان قرون وسطی که در بالای دهکده کوچک آنسمبورگ قرار دارد ساخته شد، و اکنون محل زندگی کنت و کنتس آنسمبورگ فعلی است.

## تاریخچه

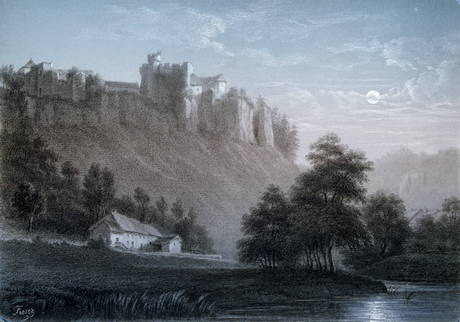
نقاشی قدیمی از نمای بیرونی قلعه

این قلعه اولین بار در سال ۱۱۳۵میلادی زمانی که پادشاه قلعه هابرت آنسمبورگ بود شناخته شد. احتمالاً قلعه آنسمبورگ در اواسط سده دوازدهم میلادی ساخته شده‌است. در آغاز قرن چهاردهم میلادی، دروازه برج جنوب غربی و نگهبان شمالی توسط جوفروید آنسمبورگ ساخته شده‌است. از زمان جیکوب دوم آنسمبورگ، قلعه تغییر قابل توجهی نداشته‌است. ورودی اصلی این قلعه مربوط به سال ۱۵۶۵میلادی است. در سال ۱۶۸۳میلادی قلعه توسط نیروهای فرانسوی مارشال دو بوفلرز آسیب دید. در سده هفدهم میلادی، تعمیرات توسط خانواده بیدارت و مرچنت آنسمبورگ انجام شد، که در طی این روند قلعه آنسمبورگ بازسازی شد.

## تحولات اخیر
امروزه این قلعه متعلق به گاستون گایتون آنسمبورگ است که پس از مرگ پدرش به این قلعه آمده‌است. در پایان سال ۲۰۰۸میلادی، دولت لوکزامبورگ کتابخانه خانوادگی آنسمبورگ که حدود ۶۰۰۰ جلد کتاب را در خود جای داده بود آرشیو بندی کرد. علاقه‌مندی افراد به این قلعه پس از یافتن نسخه خطی Codex Mariendalensis که داستان یولاندا از ویاندن را در سال ۱۹۹۹میلادی توسط زبان‌شناس گای برگ پیدا کرد، افزایش یافت. نسخه خطی متعلق به اواخر قرن چهاردهم یا آغاز قرن پانزدهم بسیار مهم بود زیرا به لهجه فرانکونی موزلی که ارتباط نزدیکی با زبان لوگزامبورگی مدرن دارد نوشته شده بود.